# Stará Voda (okres Gelnica)
Stará Voda (Hongaars:Óvíz) is een Slowaakse gemeente in de regio Košice, en maakt deel uit van het district Gelnica.
Stará Voda telt 240 inwoners.
Gelnica · Helcmanovce · Henclová · Hrišovce · Jaklovce · Kluknava · Kojšov · Margecany · Mníšek nad Hnilcom · Nálepkovo · Prakovce · Richnava · Smolnícka Huta · Smolník · Stará Voda · Švedlár · Úhorná · Veľký Folkmar · Závadka · Žakarovce